# Municipio de Richland (condado de Brule)
El municipio de Richland (en inglés: Richland Township) es un municipio ubicado en el condado de Brule en el estado estadounidense de Dakota del Sur. En el año 2010 tenía una población de 64 habitantes y una densidad poblacional de 0,69 personas por km².

## Geografía
El municipio de Richland se encuentra ubicado en las coordenadas 43°37′19″N 99°4′57″O / 43.62194, -99.08250. Según la Oficina del Censo de los Estados Unidos, el municipio tiene una superficie total de 92.41 km², de la cual 92,17 km² corresponden a tierra firme y (0,27 %) 0,25 km² es agua.

## Demografía
Según el censo de 2010, había 64 personas residiendo en el municipio de Richland. La densidad de población era de 0,69 hab./km². De los 64 habitantes, el municipio de Richland estaba compuesto por el 98,44 % blancos y el 1,56 % eran de una mezcla de razas. Del total de la población el 0 % eran hispanos o latinos de cualquier raza.